# 유즈노사할린스크역
유즈노사할린스크역(Южно-Сахалинск вокзал)은 러시아 극동 연방관구 유즈노사할린스크에 있는 역으로, 사할린 철도의 철도역이다.

## 역사
- 1906년 12월 1일 - 군수 수송을 목적으로 600mm 궤간이 철도 코르사코프 역 (楠渓町駅) - 당역 간 (43.3km)에 개업하여 설치. 당시의 역명은 블라디미로프카역(Владимировка вокзал) .
- 1907년 3월 15일 - 가라후토 청 발족. 군용 철도를 가라 후토 청 철도에 이관.
- 1907년 8월 1일 - 코르사코프 역 - 당역간에 일반 운수 영업 개시.
- 1908년 4월 1일 - 도요하라역(豊原駅)으로 개칭.[1]
- 1910년 11월 3일 - 1,067mm 궤간에 개궤(改軌) 공사 완성.
- 1911년 7월 20일 - 당역 - 코누마 역(小沼駅)간 (8.7km) 연신 개업.
- 1925년 10월 1일 - 호신선(豊真線) 당역 - 스즈야 역(鈴谷駅)간 개업.
- 1943년 4월 1일 - 가라후토 내지화로 철도부 (鉄道部, 국유 철도)에 편입. 가라후토 철도국(樺太鉄道局)이 설치된다.
- 1945년 7월 15일 - 호신선이 코누마 역 기점으로 변경되어 당역 - 오쿠스즈야 역(奥鈴谷駅)간 폐지.
- 1945년 8월 22일 - 남부 사할린에 침공 해 온 소련군이 정전 협정 성립 후에 적십자 깃발을 들고 있는데도 불구 도요하라 역을 폭격. 이후 소련군이 점령하고 역을 포함한 전노선이 소련군에 접수된다.
- 1946년 4월 1일 - 소련 교통 통신부 남 사할린 철도국 출범에 따라 소련 국철로 편입된다.
- 1946년 6월 - 도요하라시가 유즈 노 사할린 스크시로 개칭. 역명을 유즈노사할린스크역로 개칭.
- 2013년 1월 - 1980년대 건설의 현 역 책방을 개축. 큰 외모 특징이었다 상단 전체 정면 돌기가 사라진다.